# Contarinia
Contarinia är ett släkte av tvåvingar. Contarinia ingår i familjen gallmyggor.

## Dottertaxa tillContarinia, i alfabetisk ordning[1]
- Contarinia acerplicans
- Contarinia acetosellae
- Contarinia aconitifloris
- Contarinia acrocecis
- Contarinia acuta
- Contarinia aequalis
- Contarinia agrimoniae
- Contarinia ajaguzensis
- Contarinia albescentis
- Contarinia albotarsa
- Contarinia alloteropsidis
- Contarinia amenti
- Contarinia ampelophila
- Contarinia ampelopsivora
- Contarinia angreni
- Contarinia anthobia
- Contarinia anthonoma
- Contarinia anthophthora
- Contarinia aprilina
- Contarinia arrhenatheri
- Contarinia artemisiae
- Contarinia asclepiadis
- Contarinia asperulae
- Contarinia astragalicarpa
- Contarinia atraphaxiflorae
- Contarinia avenae
- Contarinia baeri
- Contarinia baggendorfi
- Contarinia bajankolica
- Contarinia ballotae
- Contarinia balsamifera
- Contarinia barbichi
- Contarinia beskokotovi
- Contarinia bitensis
- Contarinia bivalviae
- Contarinia bothriochloae
- Contarinia brevipalpis
- Contarinia brizae
- Contarinia bromicola
- Contarinia bulliformis
- Contarinia bursariae
- Contarinia calophacae
- Contarinia campanulae
- Contarinia camphorosmae
- Contarinia canadensis
- Contarinia capparis
- Contarinia caraganicola
- Contarinia cardariae
- Contarinia carolinae
- Contarinia carpini
- Contarinia castaneae
- Contarinia catalpae
- Contarinia caudata
- Contarinia cerasiphila
- Contarinia cerasiserotinae
- Contarinia cerriperda
- Contarinia chrysanthemi
- Contarinia citri
- Contarinia citrina
- Contarinia clarkei
- Contarinia clematidis
- Contarinia cockerelli
- Contarinia coffeae
- Contarinia coloradensis
- Contarinia constricta
- Contarinia convallaria
- Contarinia convolvulicola
- Contarinia convolvuliflora
- Contarinia coronillae
- Contarinia coryli
- Contarinia cotini
- Contarinia craccae
- Contarinia crispans
- Contarinia cucubali
- Contarinia cucumata
- Contarinia cuniculator
- Contarinia cybelae
- Contarinia czalikovae
- Contarinia dactylidis
- Contarinia dalbergiae
- Contarinia desertophila
- Contarinia desertorum
- Contarinia dichanthii
- Contarinia digitata
- Contarinia dipsacearum
- Contarinia divaricata
- Contarinia echii
- Contarinia elaeagniflorae
- Contarinia enceliae
- Contarinia eragrostidis
- Contarinia erigeronis
- Contarinia erucastris
- Contarinia excavationis
- Contarinia fagi
- Contarinia festucae
- Contarinia fimbristylidis
- Contarinia flavolinea
- Contarinia floricola
- Contarinia floriperda
- Contarinia florum
- Contarinia forskalei
- Contarinia fraxini
- Contarinia galatellae
- Contarinia galeobdolontis
- Contarinia galii
- Contarinia gambae
- Contarinia gei
- Contarinia gemmae
- Contarinia geniculati
- Contarinia glycyrrhizae
- Contarinia goebeliae
- Contarinia gossypii
- Contarinia halimodendronis
- Contarinia halliicola
- Contarinia hedysari
- Contarinia hedysarocarpi
- Contarinia helianthemi
- Contarinia heptapotamica
- Contarinia heraclei
- Contarinia hongoi
- Contarinia hudsonici
- Contarinia humuli
- Contarinia hyperici
- Contarinia hypochoeridis
- Contarinia ilicis
- Contarinia inouyei
- Contarinia inquilina
- Contarinia intrans
- Contarinia inulicola
- Contarinia ishkovi
- Contarinia istriana
- Contarinia jaapi
- Contarinia jacobaeae
- Contarinia johnsoni
- Contarinia juniperina
- Contarinia juniperiramea
- Contarinia kanervoi
- Contarinia karataliensis
- Contarinia karatavica
- Contarinia kiefferi
- Contarinia kochiae
- Contarinia kurenzovi
- Contarinia lamii
- Contarinia lamiicola
- Contarinia lathyri
- Contarinia lentis
- Contarinia lepidii
- Contarinia lespedezifolia
- Contarinia liliacea
- Contarinia lilii
- Contarinia lolii
- Contarinia lonicerae
- Contarinia loti
- Contarinia luteola
- Contarinia lycii
- Contarinia lyciicola
- Contarinia lycopersici
- Contarinia lysimachiae
- Contarinia maculipennis
- Contarinia maculosa
- Contarinia majanthemi
- Contarinia mali
- Contarinia marchali
- Contarinia marctiae
- Contarinia martagonis
- Contarinia matusintome
- Contarinia medicaginis
- Contarinia melanocera
- Contarinia melissitis
- Contarinia merceri
- Contarinia meristotropeus
- Contarinia minima
- Contarinia molluginis
- Contarinia montana
- Contarinia morindae
- Contarinia moringae
- Contarinia mucidus
- Contarinia nasturtii
- Contarinia negundinis
- Contarinia nicolayi
- Contarinia nitensis
- Contarinia nitrariagemmae
- Contarinia niveonigra
- Contarinia nubilipennis
- Contarinia obesa
- Contarinia okadai
- Contarinia onobrychidis
- Contarinia ononidis
- Contarinia opuntiae
- Contarinia oregonensis
- Contarinia orientalis
- Contarinia ovipositosclera
- Contarinia oxytropeocarpi
- Contarinia oxytropiflora
- Contarinia partheniicola
- Contarinia passlowi
- Contarinia pastinacae
- Contarinia pentaphylloidifolia
- Contarinia perfoliata
- Contarinia peritomatis
- Contarinia perplicata
- Contarinia petioli
- Contarinia phellodendrobia
- Contarinia picridis
- Contarinia pilosellae
- Contarinia pimpinellae
- Contarinia piri
- Contarinia pisi
- Contarinia plicata
- Contarinia plumosi
- Contarinia polygonati
- Contarinia populi
- Contarinia pratula
- Contarinia pravdini
- Contarinia prolixa
- Contarinia prosopidis
- Contarinia pruniflorum
- Contarinia psammophila
- Contarinia pseudotsugae
- Contarinia pulcherrima
- Contarinia pulchripes
- Contarinia pyrivora
- Contarinia quercicola
- Contarinia quercina
- Contarinia quinquenotata
- Contarinia racemi
- Contarinia ramachandri
- Contarinia ramicola
- Contarinia rasaecarpae
- Contarinia rhamni
- Contarinia rhodendorfi
- Contarinia ribis
- Contarinia roperi
- Contarinia rubicola
- Contarinia rugosa
- Contarinia rumicina
- Contarinia rumicis
- Contarinia salatica
- Contarinia salicola
- Contarinia sambuci
- Contarinia sambucifoliae
- Contarinia saussureaflora
- Contarinia scabiosae
- Contarinia schlechtendaliana
- Contarinia schulzi
- Contarinia scirpi
- Contarinia scoparii
- Contarinia scrophulariae
- Contarinia scutati
- Contarinia sehimae
- Contarinia selevini
- Contarinia sennicola
- Contarinia sesami
- Contarinia setigera
- Contarinia shelahovi
- Contarinia shevtshenkoi
- Contarinia silenei
- Contarinia silvestris
- Contarinia solani
- Contarinia soongarica
- Contarinia sorbariaflora
- Contarinia sorbi
- Contarinia sorghi
- Contarinia sorghicola
- Contarinia sphaerophysae
- Contarinia spiraeaphaga
- Contarinia spiraeina
- Contarinia stackelbergi
- Contarinia steini
- Contarinia stenotaphri
- Contarinia subulifex
- Contarinia symphyti
- Contarinia tanaceti
- Contarinia tecomae
- Contarinia tephrosiae
- Contarinia texana
- Contarinia thalactri
- Contarinia thermopsidis
- Contarinia thlaspeos
- Contarinia tianschanica
- Contarinia tiliarum
- Contarinia tragopogonis
- Contarinia tremulae
- Contarinia trifolii
- Contarinia tritici
- Contarinia trizni
- Contarinia trotteri
- Contarinia truncata
- Contarinia turkmenica
- Contarinia ubiquita
- Contarinia umbellatarum
- Contarinia utechini
- Contarinia valerianae
- Contarinia variabilis
- Contarinia washingtonensis
- Contarinia wattsi
- Contarinia vera
- Contarinia vernalis
- Contarinia veronicastrum
- Contarinia verrucicola
- Contarinia viatica
- Contarinia viburnorum
- Contarinia viciocarpi
- Contarinia vincetoxici
- Contarinia virginianiae
- Contarinia viridiflava
- Contarinia virosa
- Contarinia viticola
- Contarinia zauschneriae
- Contarinia ziziphorae
- Contarinia zygophylli
- Contarinia zygophylliflorae